# خط عرض 38° جنوب
خط عرض 38° جنوب هي إحدى دوائر العرض الجغرافية، وهي دوائر وهمية تحيط بالكرة الأرضية، وموازية لخط الاستواء، وتتميز هذه الدائرة بأن الأراضي الواقعة عليها تنتمي للمنطقة المعتدلة الدفيئة.

## حول العالم
خط عرض 38° جنوب يبدأ من خط الزوال الأولي ويتجه شرقا ويمر عبر:
| الإحداثيات                           | البلد أو الإقليم أو البحر | ملاحظات |
| ------------------------------------ | ------------------------- | --- |
| 38°0′S 0°0′E / 38.000°S 0.000°E      | المحيط الأطلسي            | |
| 38°0′S 20°0′E / 38.000°S 20.000°E    | المحيط الهندي             | مرورا بجنوب جزيرة أمستردام, أراض فرنسية جنوبية وأنتارتيكية                                                                                    |
| 38°0′S 140°32′E / 38.000°S 140.533°E | أستراليا                  | جنوب أستراليا فيكتوريا (أستراليا) - مرورا عبر خليج بورت فيليب, just south of ملبورن                                                           |
| 38°0′S 147°42′E / 38.000°S 147.700°E | المحيط الهادئ             | بحر تسمان |
| 38°0′S 174°47′E / 38.000°S 174.783°E | نيوزيلندا                 | الجزيرة الشمالية (نيوزيلندا) |
| 38°0′S 178°21′E / 38.000°S 178.350°E | المحيط الهادئ             | |
| 38°0′S 73°28′W / 38.000°S 73.467°W   | تشيلي                     | إقليم بيو بيو إقليم أروكانيا Bío Bío Region                                                                                                   |
| 38°0′S 71°5′W / 38.000°S 71.083°W    | الأرجنتين                 | نيوكوين (محافظة) ريو نيغرو (محافظة) لا بامبا (محافظة) بوينس آيرس (محافظة) – مرورا عبر ماريه ديل بلاتا (في 38°0′S 57°35′E / 38.000°S 57.583°E) |
| 38°0′S 57°33′W / 38.000°S 57.550°W   | المحيط الأطلسي            | |